# Jamieson Greer
Jamieson Lee Greer (nacido en 1979/1980) es un abogado y veterano estadounidense que es el nominado presuntivo para el cargo de Representante de Comercio de los Estados Unidos en la Segunda presidencia de Donald Trump. Republicano, anteriormente sirvió en la Primera presidencia de Donald Trump como jefe de gabinete del Representante de Comercio de los Estados Unidos de 2017 a 2020 y actualmente es socio en comercio internacional en King & Spalding.

## Primeros años y educación
Greer se graduó de Paradise High School en Paradise, California, en 1998 y luego pasó dos años como Misionero mormón en Bruselas. Greer asistió a la Universidad Brigham Young, donde se especializó en relaciones internacionales. Continuó sus estudios con maestrías en la Universidad París 1 Panthéon-Sorbonne y en Sciences Po, y posteriormente asistió a la Escuela de Derecho de la Universidad de Virginia. Entre septiembre y diciembre de 2007, trabajó como asistente jurídico en el Tribunal de Justicia de la Unión Europea.[cita requerida]

## Servicio militar
De 2008 a 2012,[cita requerida] Greer sirvió como oficial en el Cuerpo Jurídico de la Fuerza Aérea de los Estados Unidos. Sirvió en Kansas y Turquía, y fue desplegado en Irak, donde se desempeñó como jefe de justicia militar. Fue dado de baja con honores en 2012.[cita requerida]

## Carrera
Greer trabajó posteriormente en bufetes de abogados privados especializados en leyes de comercio, incluyendo Skadden, Arps, Slate, Meagher & Flom. Representó a U.S. Steel en una demanda contra China. Actualmente es socio en comercio internacional en King & Spalding.
Greer fue jefe de gabinete del representante comercial Robert Lighthizer entre 2017 y 2020. Participó en negociaciones comerciales con China y en las conversaciones sobre la renegociación del Tratado de Libre Comercio de América del Norte con Canadá y México.

## Representante de Comercio
En noviembre de 2024, el presidente electo Donald Trump anunció su intención de nominar a Greer como Representante de Comercio de los Estados Unidos. De ser confirmado, Greer sería el primer funcionario de nivel gabinete mormón desde que Mike Leavitt sirvió como Secretario de Salud y Servicios Humanos de los Estados Unidos en 2009.

## Opiniones
Greer apoya políticas económicas más estrictas hacia China, incluida la aplicación agresiva del acuerdo comercial que resultó de la Guerra comercial entre China y Estados Unidos, así como el uso de controles de exportación y sanciones contra China. También apoya acuerdos comerciales con países como el Reino Unido, Kenia, Filipinas e India para contrarrestar a China, así como restaurar la base manufacturera de Estados Unidos.